# Saint-Gaultier
Saint-Gaultier – miejscowość i gmina we Francji, w Regionie Centralnym, w departamencie Indre.
Według danych na rok 1990 gminę zamieszkiwało 1995 osób, a gęstość zaludnienia wynosiła 217 osób/km² (wśród 1842 gmin Regionu Centralnego Saint-Gaultier plasuje się na 195. miejscu pod względem liczby ludności, natomiast pod względem powierzchni na miejscu 1194.).